# جيم باس
جيم باس (بالإنجليزية: Jim Buss)‏ هو مسير رياضي أمريكي، ولد في 9 نوفمبر 1959 في مقاطعة لوس أنجلوس في الولايات المتحدة.